# فيتوريو فابريس
فيتوريو فابريس (بالإيطالية: Vittorio Fabris)‏ هو لاعب كرة قدم إيطالي في مركز الوسط، ولد في 23 مارس 1993 في فالدوبياديني في إيطاليا. لعب مع نادي بادوفا.